# Корбет (водоспад)

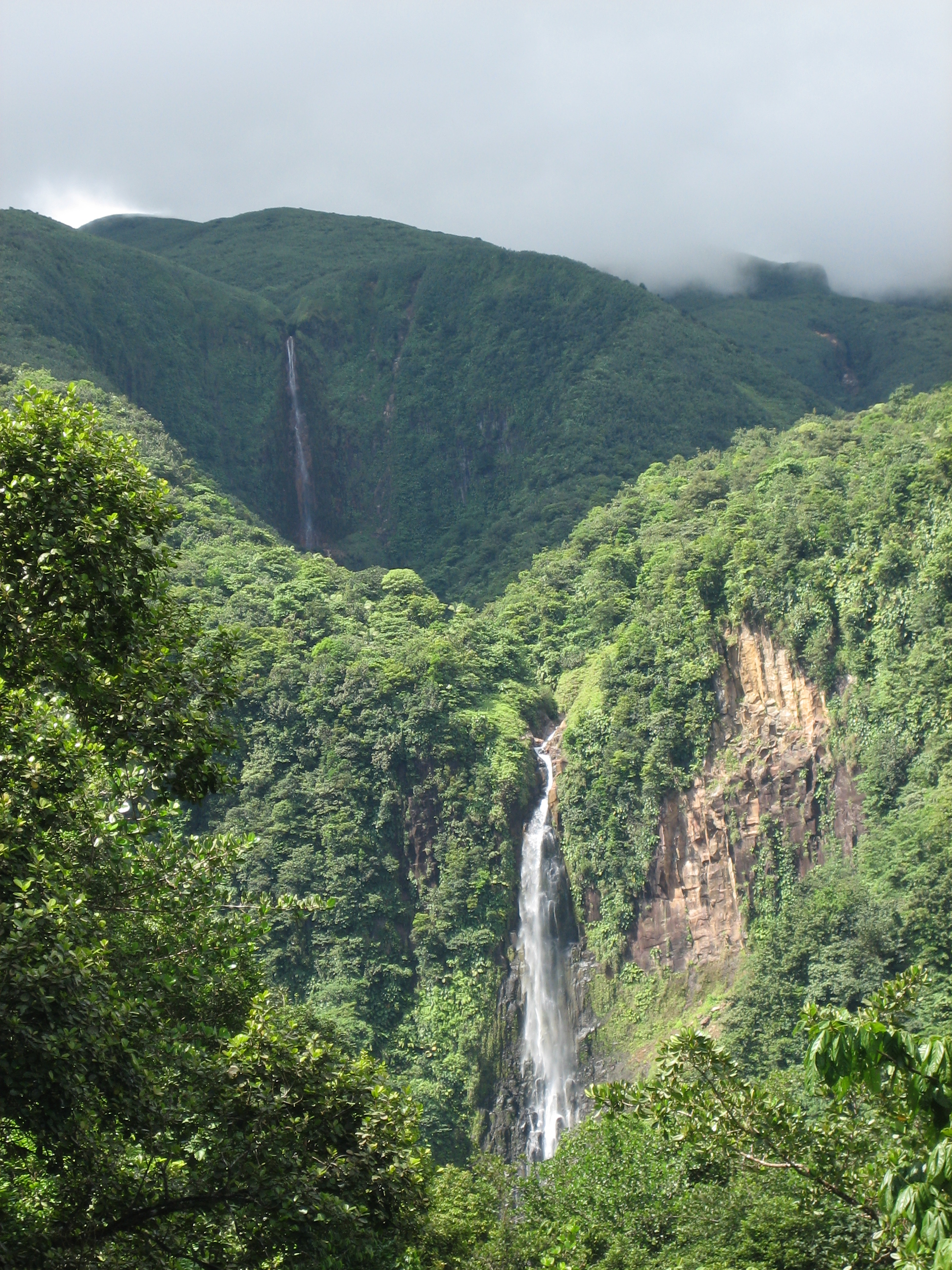
Перший і другий каскади

Водоспад Корбет (фр. Les chutes du Carbet) — серія водоспадів на річці Корбет у Гваделупі, заморському департаменті Франції, розташованих на Навітряних островах на сході Вест-Індійського регіону. Це три каскади водоспадів, що розташувалися посеред тропічного лісу на нижніх схилах вулкана Суфрієр. Водоспади є найзнаменитішою точкою в Гваделупі для туристів, збираючи приблизно 400 000 осіб щорічно. У 1493 році, Христофор Колумб зазначив про водоспади Корбет у своєму журналі. Перший і найвищий каскад спадає з більш ніж на 125 метрів. Відвідувачі досягають каскаду довгим, крутим підйомом на 900 метрів. Джерело розташоване в наступних 2 км вгору за течією від першого каскаду, піднімаючись на 1300 метрів. Другий каскад відвідує більше людей в порівнянні з третім внаслідок зручного доступу до нього. Водоспад, спадаючий з 110 метрів може бути досягнутий по мощеній і добре продуманій доріжці. Навколо нього можуть легко бути знайдені гарячі джерела, включаючи невелике джерело для купання. Третій і останній каскад вимірюється 20-ма метрами у висоту, має найбільший об'єм води серед інших водоспадів Гваделупи. До нього можна дістатися лише пішки і тільки досвідченим туристами. Після землетрусу в 2004 році, кілька кубометрів каміння зісковзнули з кручі позаду другого каскаду. Таким чином, для забезпечення безпеки, адміністрація парку обмежила доступ до каскаду, дозволивши прохід не далі мосту нижче за течією. Проливні дощі в 2005 і 2009 роках тільки погіршували проблему, зробивши місцевість ще більш нестійкою.

## Джерело
- http://www.rutraveller.ru/place/67542 [Архівовано 13 лютого 2014 у Wayback Machine.]